# Mastitida
Mastitida je zánět mléčné žlázy – u žen zánět prsu, u zvířat zánět vemene. Mastitida se projeví nejčastěji během laktace. Celkové příznaky jsou zvýšená teplota, bolestivost, zarudnutí.

## Mastitida u lidí

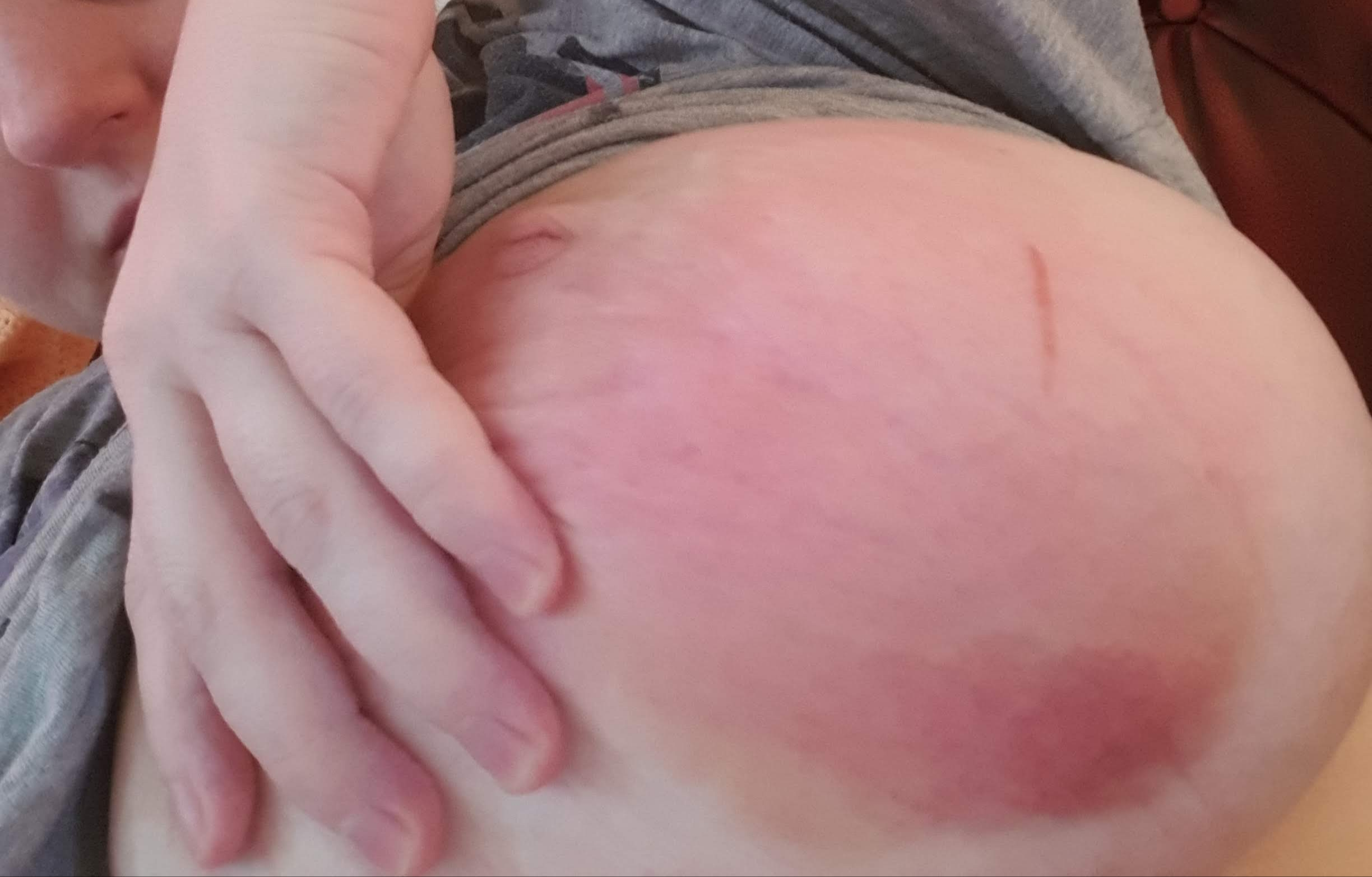

Vyskytuje se převážně u kojících matek obvykle 3. týden po porodu, ale není to pravidlem, nebo krátce po odstavení. Tento zánět je vyvolaný bakterií, kdy vstupní branou je obvykle trhlinka nebo ranka na bradavce. Je však nutné upozornit, že mastitida se poměrně často zaměňuje s retencí mléka (ucpáním mlékovodu), který je v šestinedělí výrazně častější a nejde v podstatě o skutečný zánět.
K zánětu prsu dochází také mimo souvislosti s těhotenstvím, v těchto případech se velmi často jedná o důsledky krátkodobé nebo vážnější hormonální poruchy a je třeba podrobně vyšetřit štítnou žlázu a vyloučit hyperprolaktinémii. Léčí se převážně antibiotiky a bromocriptínem.

## Mastitida u zvířat

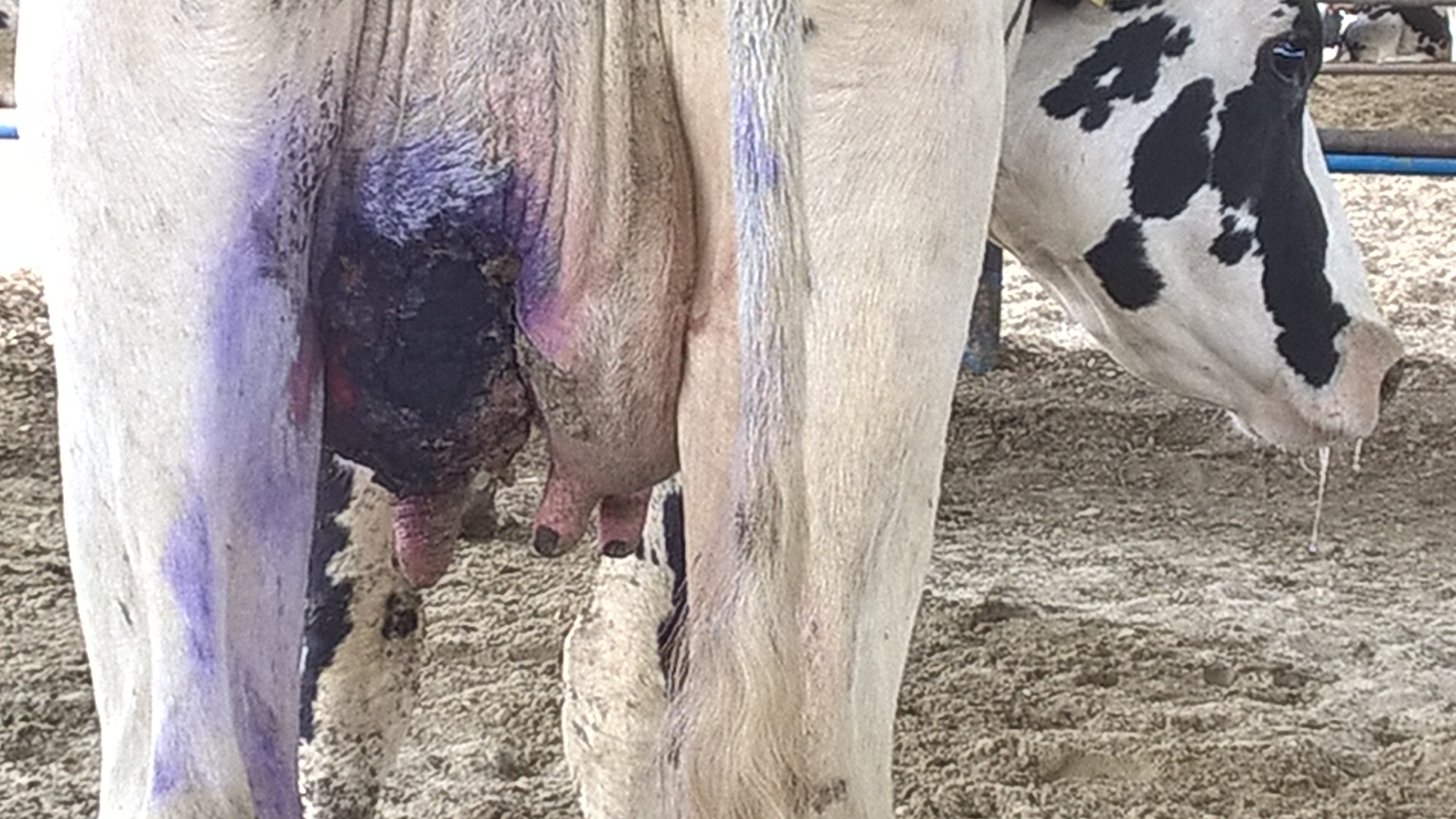

Mastitida u domácích mazlíčků jako jsou psi a kočky probíhá buď akutně nebo chronicky.
U akutního průběhu má zvíře teplotu, mléčná žláza je zarudlá a bolestivá. Musí se začít s frekventním vydojováním (každou hodinu či dvě odstříkat sekret) dát antibiotika.
Chronická mastitida způsobí ztvrdnutí mléčné žlázy. Její vyléčení je obtížné, často nemožné.
Zánět vemene u krav (mastitida) je dvojího původu: infekční a neinfekční.
Neinfekční mastitidě může předcházet iritace mléčné žlázy, což je podráždění způsobené mechanickou příčinou. Může jí být například chybné dojení (porucha nebo starý dojicí stroj), úraz nebo průvan.
Infekční mastitidy jsou nejčastěji způsobeny těmito bakteriemi: Staphylococcus aureus (způsobuje chronické mastitidy, které nelze vyléčit), skupina Streptococcus (S.dysgalactiae, S. uberis), skupina Enterobacteriaceae (např. Escherichia coli), Mycoplasmata. Infekci způsobují nejen obligátní patogeny (Staphylococcus, Streptococcus), ale i saprofyti (bakterie běžně přítomné v prostředí jako je E.coli). Některé bakterie vylučují endotoxiny (stafylokoky), které mohou být i termostabilní, vyvolávají onemocnění konzumentů mléka.
Jakékoli oslabení mléčné žlázy je predispozice mastitid. Čím dřív se mastitida odhalí, tím snazší je léčení. Správně se musí odhalit hned při prvním dojení a okamžitě zahájit léčení antibiotiky (váhání stojí dojnici život).
Ukazatel mastitid v mléce je počet somatických buněk (PSB; anglicky SCC = somatic cell count ). Udává počet všech částeček nad 7,5 mikrometru (velikost červené krvinky), které se vyskytnou v 1 ml mléka. Celosvětově se používají přístroje, které kromě bílých krvinek (hnis v mléce) započtou i tělní buňky parenchymu mléčné žlázy a dokonce i mikro kapénky tuku. S chybou se počítá. Pokud má kráva PSB nad 200 tis., má mastitidu.
Norma v mlékárnách považuje za poživatelné kravské mléko, které má PSB do 200 tisíc v mililitru (dříve 300 tis.). Každá dodávka z kravína do mlékárny je vyšetřena a pokud nesplňuje normu, nedostane za mléko chovatel zaplaceno (denně se sledují somatické buňky, cpm=celkový počet mikroorganismů, zvodnatění mléka plus další ukazatele jako je obsah cizorodých látek)
Dojička musí zajistit, aby do dodávky dojila jen zdravé krávy (bez mastitid). Mléko nevhodné do dodávky se dojí do konve (tzv. nestandard). Patří sem mléko léčených krav antibiotiky, mléko krav dojících déle než 305 dní, mlezivo respektive mléko krav do 5 dní po otelení.
U ovcí a koz neexistuje limit na PSB. Obecně lze PSB do 500 tis/ml u malých přežvýkavců považovat za standard.

### Prevence mastitid u krav
Minimalizace epidemiologických rizik je řada opatření, která mají zabránit vzniku a šíření mastitid. Dojičky se týká omytí vemene vlhčenou jednorázovou (papírovou) útěrkou, posouzení prvních střiků před dojením, namočení struku do desinfekce po dojení (tip dip).
První střik se má oddojit do hrnečku s černým dnem, na něm je vidět, jestli mléko obsahuje hrudky hnisu. Pokud ano, pak má kráva mastitidu, což znamená, že má většinou více než 1 milion somatických buněk v mililitru mléka (zkazí mléko od desítek zdravých krav).
Dojička má vždy po ruce mastitis test (NK test = test nukleových kyselin neboli California mastitis test =CMT). Jedná se o levný stájový test, kdy se do mléka na misce stříkne saponát (způsobí popraskání buněčných jader) s fuchsinem (barvivo změní barvu se změnou pH). Pokud je v mléku hodně somatických buněk (nad 100 tis v mililitru), pak se mléko do jedné minuty začne měnit na sliz. Kráva má subklinickou mastitidu nebo iritaci (podráždění) mléčné žlázy nebo je těsně po porodu. U starodojek (nad 305 dní laktace) činidlo ztmavne (indikátor kyselosti mléka, jeho nízké kvality).
Klinickou mastitidu dojička rozezná lehce: vemeno je teplé, bolestivé, začervenalé. Chronická mastitida znamená tvrdé vemeno. Oba typy se léčí antibiotiky do vemene a mastí na povrch vemene. Dojičky je mají připravené a samy je dávají.
Kráva s mastitidou je vydojena do konve. Do struku se aplikuje antibiotikum z jednorázové stříkačky. Kráva se označí páskou na noze. Následné 3–4 dojení musí dostat stejné antibiotikum (zpravidla směs antibiotik a antiflogistik). Po ukončení léčení se mléko musí následující 2–4 dny vylučovat z dodávky (obsahuje antibiotikum).
Všechny dojírny mají dnes automatické sundávání dojicího aparátu po vydojení. Dojičky strukové násadce nesundávají (nelze krávu předojit). Dojicí přístroj se automaticky sundá v závislosti na průtoku mléka dojicím přístrojem (zpravidla kolem 3 min po začátku dojení). Obecně je u dojicího stroje nutno seřídit tlak, pulzy a dobu dojení (seřizuje odborník, ne chovatel). Dojicí robot má zabudované měření elektrické vodivosti mléka, což je nepřímý ukazatel mastitidy a říje krav.
Po vydojení se struk namočí do nádobky s roztokem, který na struku vytvoří ochranný film, aby ze znečištěné podlahy nedošlo k nasátí mikrobů přímo do struku Archivováno 29. 9. 2019 na Wayback Machine..
Další kroky proti vzniku mastitid jsou součástí provozu kravína. Musí v něm být sucho a čisto. Žádné stresy, hluk ani přehánění. Krmná dávka by měla být individuální, to znamená, že každá kráva dostane základní objem do žlabu, ale přídavek jádra dává automat podle toho, kolik momentálně dojí. Krmení i dojení má přesný časový rozvrh a postup.
Jakmile kráva uslyší, že do dojírny přišli lidé (že sousední kotec krav jde do dojírny), začne se připravovat na dojení. Zvýší se jí tep, začne vylučovat hormon oxytocin, změní se hladina mnoha hormonů, uvolní se mléko.
Porušení postupu (stačí změna letního času na zimní) zvýší výskyt mastitid ve stádě.
Kráva se dva měsíce před porodem přestane dojit, aby se mléčná žláza připravila na další laktaci. Právě toto období je z hlediska rozvoje mastitid klíčové. Při zaprahnutí se používají antibiotika do vemene, které v něm vydrží dva měsíce, aniž by se vstřebala. Současně se struk namočí do desinfekce, která vydrží mnoho týdnů, vytváří na struku latexový povlak. Tím se zabrání vzniku nových mastitid během stání na sucho, utlumí se šíření chronických mastitid. První 3–4 dny po otelení obsahuje mlezivo a mléko krav antibiotika podaná při zaprahnutí.
Dávat mléko z konve (nestandard) telatům se nedoporučuje. Roznáší se tak paratuberkulóza. Dávat mléko prasatům je ve velkochovech striktně zakázáno. Mléko z konve obsahuje kromě patogenních zárodků i antibiotika, musí se neškodně zlikvidovat. Krmit s ním prasata doma v chlívku je široce rozšířený zlozvyk: antibiotika z vemene a chemické látky z desinfekce struků se objeví v mase vykrmených prasat. Rozvoj antibiotické rezistence je další důvod, proč nestandard správně likvidovat.

### Bakteriální původci mastitid skotu

#### A: Koky
Patogeny občas přítomny i u zdravých zvířat na mandlích či kůži. Všechny gram plus.
Koky dokáží vyvolat mastitidu až u poloviny stáda ročně (nejčastěji jen na jednu čtvrť). Šíření se brání desinfekcí struku před dojením jednorázovou útěrkou. Léčená zvířata (mastitidní) je třeba separovat od zbytku stáda (zvláštní kotec) a dojit na konec (aby nenakazila zdravá zvířata).
K rozvoji nemoci dochází i po zaprahnutí (subklinicky). Klíčové je podávání antibiotik do vemene během stání na sucho (2 měsíce před otelením). Zhruba 15 % jalovic je pozitivní ještě před otelením, proto se doporučuje dávat antibiotikum do vemene i březím jalovicím.

##### Stafylokoky
Některé vylučuji do mléka endotoxiny, které způsobují vážné poruchy zdraví. Jsou termostabilní (neničí se varem).
Staphylococcus aureus (zlatý stafylokok) je obligátní patogen. V kravíně by se vůbec neměl vyskytovat. Způsobuje akutní záněty malých částí parenchymu mléčné žlázy, odkud se postupně šíři do celé čtvrtě vemene, poté infikuje další. Akutní zánět probíhá často skrytě, přejde v chronický zánět, čtvrť zvazivovatí, ztvrdne. Akutní zánět se dá léčit během 24 hodin od vzniku, chronický zánět je léčitelný obtížně, později vůbec. Terapie se soustředí na zabránění šíření patogenu na zdravou část mléčné žlázy a na ostatní dojnice.
Nález tohoto patogenu je důvodem krávu poslat na jatky.
CNS (coagulase negative staphylococc) je skupina asi 50 stafylokoků, které mohou způsobovat mastitidu. Vyskytují se běžně na povrchu těla zvířat, na rukou dojičů, na mandlích telat i krav, v nosních dutinách.
Patří sem: S. chromogenes, S. haemolyticus, S. epidermidis, S. simulans
Nález těchto bakterií v mléku ještě neznamená, že kráva má mastitidu. Mastitis často probíhá subklinicky, ale počet somatických buněk v mléku (SCC – somatic cells count) je větší než 500tis/ml (NK test je pozitivní).

##### Steptokoky
Streptococcus agalactiae
Častý původce subklinických mastitid. Mikrob může žít krátkou dobu mimo mléčnou žlázu.
Streptococcus dysgalactiae
Streptococcus uberis
Běžně se nachází na kůži i na sliznicích skotu, stejně i v prostředí.

#### B:Koliformní bakterie
Environmentální bakterie gram minus. Přítomny v trusu, vodě i stájovém prostředí. Prevence spočívá v čistém a suchém stání, v tip dip po dojení, plus desinfekce struku před dojením a před léčením.  
Stupeň znečištění vemene trusem je ukazatel rizika.
Escherichia coli
Je fekální bakterie, vyskytuje se v prostředí. Po infekci mléčné žlázy dojde k vyplavení bílých krvinek a endotoxinu (LPS), který je příčinou klinických projevů mastitidy. Dochází k otoku epiteliálních buněk mléčné žlázy, k poruše jejich funkce. Mléko vypadá vodnatě, s příměsí krve. Sekret mléčné žlázy přestává být podobný mléku, mění se na nahnědlou vodnatou tekutinu.
Léčení je velice obtížné. Následek je snížení produkce.
Pseudomonas aeruginosa
Vyskytuje se běžně v prostředí, konkrétně v půdě, vodě, na povrchu kůže, na hnojištích.
Způsobuje subklinické mastitidy v chovech s dobrou hygienou. SCC bývá nad 1 milion/ml a to u více čtvrtí najednou.
Způsobuje povlak bakterií na epitelu, který brání účinnosti antibiotik.
K nárůstu dochází po změně desinfekci po dojení (tip dip má sníženou koncentraci či dobu účinnosti). Infekce vodních zdrojů je hlavní příčinou šíření nemoci.
Akutní průběh je bouřlivý, provázen vysokými teplotami, hrudkami hnisu v mléce, změnami jeho barvy i konsistence, připomínající hrachovou kaši.
Může dojít až k toxémii a úhynům zvířete, přestože bylo včas a kvalitně léčeno. I po zdařilém vyléčení ztrácí kráva užitkovost a bývá brakována.
Zpravidla se jedná o ojedinělý výskyt mezi 1–3 % ze stavu stáda za rok. Mastitida postihuje dvě a více čtvrtí najednou.
Klebsiella
Bakterie se nachází v prostředí na mnoha místech podobně jako E. coli. Největší koncentrace je v trusu.
Klebsiella oxytoca, Klebsiella pneumonia
K infekci dochází z vnějšího prostředí přes strukový kanál. Bývá spojena se špatnou hygienou, vlhkostí a znečištění vemene trusem. Může probíhat akutně, ale často je spojena s chronickou mastitidou s dlouhodobým poklesem dojivosti. V těchto případech je nutné zvíře brakovat.
Coxiella burnetii
Způsobuje subklinické mastitidy u skotu. Mnohem větší význam má jako původce mastitid ovcí.

#### C:Mykoplasmata

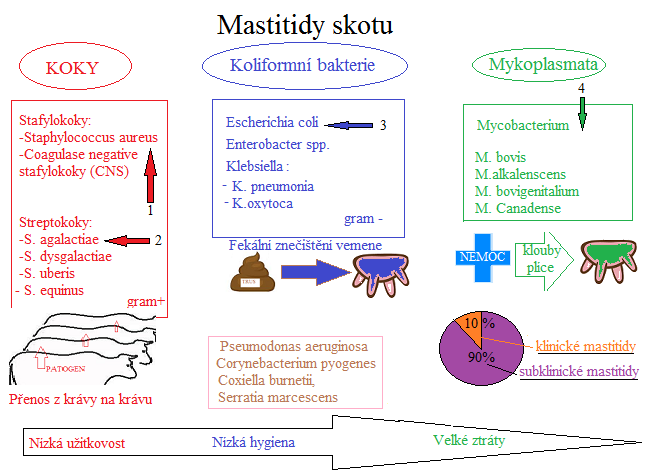
Bakteriální mastitidy skotu

Vysoce infekční patogen přítomný u nemocných telat, jalovic i krav. Jedná se o velice malou bakterii, která je unikátní tím, že nemá bakteriální stěnu. Není tedy ani gram + ani gram-. Přenos je možný jen ze zvířete na zvíře. Rizikovým faktorem je míchání či společný výběh dojnic s jalovicemi nebo telaty.
Jen ta nejpřísnější hygienická opatření dokáží chov chránit před tímto patogenem.
Mycobacterium bovis (nejčastější), M. alkalescens, M. bovigenitalium, M. canadense.
Bakterie způsobují záněty pohlavního aparátu, močového aparátu, zápaly plic, artritidy.
Mastitidy nelze léčit. Krávy se musí separovat od zdravých a poslat na jatky. K infekci dochází často během dojícího procesu (chyba dojiček).